# Utinomiella dimorpha
Utinomiella dimorpha är en kräftdjursart som först beskrevs av Henderson 1906.  Utinomiella dimorpha ingår i släktet Utinomiella och familjen Cryptochiridae. Inga underarter finns listade i Catalogue of Life.